# ERT (azienda)
Ellīnikī Radiofōnia Tīleorasī A.E. (in greco Ελληνική Ραδιοφωνία Τηλεόραση A.E.?, "Radio Televisione Greca S.A."), in acronimo ERT (ΕΡΤ), è un'azienda pubblica concessionaria dei servizi di telediffusione e radiodiffusione pubblici sul territorio della Grecia.
Fondata nel 1938, fu chiusa nel 2013 per decisione governativa a causa della crisi economica nazionale, venendo dapprima sostituita dalla provvisoria Dīmosia Tīleorasī (DT) e poi dalla Nea Ellīnikī Radiofōnia, Internet kai Tīleorasī (NERIT). Dopo due anni di prosecuzione semi-clandestina delle attività, l'azienda fu riaperta e reintegrata a servizio pubblico nel 2015, sostituendo NERIT.
Dal 1950, fatto salvo il periodo di chiusura, ERT è membro dell'Unione europea di radiodiffusione (UER).

## Storia

### Origini
L'azienda nacque nel 1938 sotto il nome di Ypīresia Radiofōnikīs Ekpompīs (YPE/ΥRΕ).
Con l'occupazione tedesca l'azienda fu sostituita dall'Anōnymī Etaireia Radiofōnikōn Ekpompōn (ΑΕΡΕ/AERE), nata con l'obiettivo di tenere sotto controllo la radiodiffusione del paese occupato. Quando la Grecia fu liberata, venne fondata la Ethniko Idryma Radiofōnias (EIR), da ciò che rimaneva delle due aziende precedenti. La EIR nel 1950 fu tra le fondatrici dell'Unione europea di radiodiffusione (UER) e nel 1966 iniziò a fornire servizi televisivi.
Sempre nel 1966 nacque l'emittente militare Ypīresia Enīmerōseōs Enoplōn Dynameōn (YEED), che fu ampiamente utilizzata come mezzo di propaganda dalla giunta militare che governò la Grecia dal 1967 al 1974. Nel 1982 il governo PASOK la convertì ad emittente civile con il nome di ERT2. Nel 1987 la EIR ed ERT2 si amalgamarono dando vita alla Ellīnikī Radiofōnia Tīleorasī (EPT/ERT), che rinominò i propri canali televisivi ERT1 e ERT2, a cui si aggiunse, nel 1988 ERT3 con sede a Salonicco.
Nel 1997 l'azienda rinominò nuovamente i propri canali televisivi: ERT1 e ERT3 divennero rispettivamente ET1 e ET3 (acronimo di Ellinikí Tileórasi), mentre ERT2 divenne NET (acronimo di Nea Ellīnikī Tīleorasī) e si concentrò principalmente sulle notizie.
ERT sponsorizzò i giochi olimpici del 2004, ospitati dalla capitale greca, e organizzò, due anni dopo, l'Eurovision Song Contest 2006, in seguito alla vittoria di Helena Paparizou nell'edizione precedente.
Nel 2011 fu annunciato un progetto per la ristrutturazione dell'emittente: ET1 sarebbe stato soppresso e la sua programmazione assorbita da NET e ET3, ERT World avrebbe dovuto modificare la propria programmazione, mentre i canali digitali Cine+ e Sport+ sarebbero stati soppressi. Inoltre fu annunciato che l'azienda non sarebbe più stata proprietà dello Stato pur rimanendo pubblica.

### Chiusura

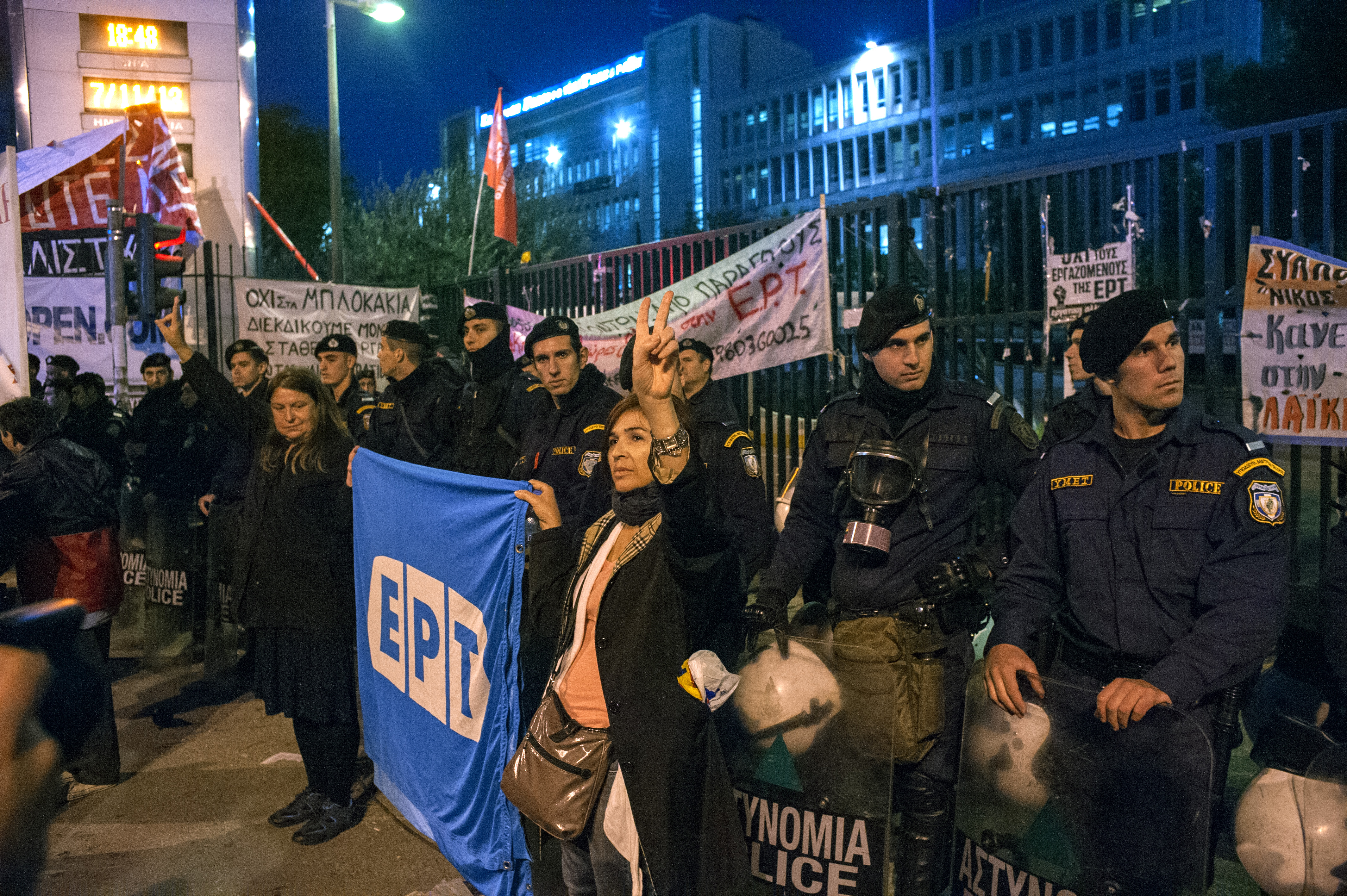
Dimostrazioni a favore di ERT ad Atene

L'11 giugno 2013, alle ore 17:45 (UTC+3) fu annunciato che l'azienda avrebbe interrotto le proprie trasmissioni per la fine della giornata con il licenziamento di circa 2 500 impiegati. Le trasmissioni finirono alle 23:11 ora locale (circa un'ora prima rispetto a quanto annunciato). Il 12 giugno anche i domini internet (www.ert.gr Archiviato il 23 giugno 2021 in Internet Archive., www.ert3.gr e www.voiceofgreece.gr) dell'azienda furono soppressi.
Il Consiglio di Stato della Grecia sancì che la decisione presa dal governo Samaras, per rispettare l'austerity imposta alla nazione per superare la crisi economica, era illegittima, tuttavia l'ingiunzione non ebbe seguito.
La chiusura repentina dell'emittente causò molto malcontento sia a livello nazionale, con mobilitazioni nei pressi del Radiomegaron di Atene, sia a livello internazionale. L'emittente fu sostituita dalla provvisoria Dīmosia Tīleorasī (DT) e successivamente dalla neonata Nea Ellīnikī Radiofōnia, Internet kai Tīleorasī (NERIT), che fu ammessa nell'UER nel 2014.
Nonostante la chiusura e la sostituzione dell'emittente, alcuni dipendenti continuarono a trasmettere via Ustream e con l'aiuto dell'UER dai trasmettitori che non erano ancora stati soppressi e attraverso il sito ufficiale dell'organizzazione. La trasmissione da parte dell'UER terminò il 20 agosto dello stesso anno e la sede di Atene fu sgomberata dalla polizia greca il 7 novembre.
Nonostante la sostituzione e gli sgomberi alcuni dipendenti continuarono a trasmettere sul canale televisivo ET3 (che ha sede a Salonicco) e su diciannove canali radiofonici, gestendo inoltre il proprio portale web, proponendosi come alternativa ai mass media nazionali con il nome di ERT Open.

### Riapertura
Con l'insediamento del Governo Tsipras I l'11 giugno 2015, alle ore 4:00, ERT è tornata in onda, ed è stata riammessa nell'UER. I dipendenti licenziati nel 2013 sono stati reintegrati ed è stata inoltre organizzata una festa per celebrare la riapertura dell'azienda.

## Televisione
Le trasmissioni televisive sono iniziate il 23 febbraio 1966 dopo alcuni test nell'arco dell'anno precedente, con il primo canale ERT1, di carattere generalista. Negli anni si sono aggiunti ERT2 (news), ERT3 (regionale) ed ERT World, dedicato ai cittadini greci all'estero.
- ERT1 - generalista notizie e grandi eventi, con sede ad Atene (attiva dal 1966)
- ERT2 - specializzata, con sede ad Atene (attiva dal 1982)
- ERT3 - regionale, con sede a Salonicco (attiva dal 1988)
- ERT Sports - sportiva, con sede ad Atene (attiva dal 2011 e chiusa nel 2020, sostituita da ERT1 HD)
- ERT News - all news, con sede ad Atene (attiva dal 2022)
- ERT World - generalista, dedicata ai greci all'estero (attiva dal 1996)

Tra i programmi televisivi si annoverano Stīn Ygeia Mas (dal greco: Alla nostra salute) condotto da Spyros Papadopoulos, che consisteva in una tavolata conviviale tra amici dove si mangia, si ascolta musica greca e si assiste ai tipici balli locali. Altri programmi seguiti sono Echi Gousto (trad."C'è gusto") un contenitore sullo stile e le tendenze del momento, oltre che sulla cultura, la musica o il teatro, la Athlītikī Kyriakī (la "domenica sportiva" proposta dalla ERT), Ouranio Toxo (trad."Arcobaleno") un programma per bambini, Menoume Ellada (trad. "Restiamo in Grecia"), incentrato sulla scoperta dei luoghi più remoti della Grecia, quindi un programma a titolo informativo-turistico, e l'EIDISIS (il telegiornale). Molto seguito è anche l'Eurovision Song Contest, che l'ERT ha organizzato nel 2006. È inoltre l'emittente ufficiale dell'intera Souper Ligka Ellada 2, seconda divisione di calcio nazionale

## Radio
Le emittenti radiofoniche gestite da ERT sono:
- Prōto Programma
- Deftero Prògramma
- Trito Prògramma
- ERA Sport
- Fōnī tīs Elladas
- Kosmos 93.6
- La Voce della Grecia
- 102 FM
- 95.8 FM

Per il suo stile e il suo format di programmazione molto interattivo con gli ascoltatori e con un tono sempre amichevole e informale, ERA Sport è il canale radiofonico della ERT al quale gli appassionati sportivi ellenici sono più affezionati. Molto seguito su questa rete è il contenitore sportivo Mikrofōno Sta Ghypeda (trad."Microfono sui campi sportivi") che nell'edizione domenicale offre all'ascoltatore una diretta che inizia dal pomeriggio e perdura fino alla notte di tutti gli eventi sportivi, soprattutto quelli calcistici, della Grecia, ma anche esteri. ERA Sport propone un contenitore informativo ogni ora e uno spazio di informazione prettamente sportiva (le cosiddette Athlītikes Edisis) ogni mezz'ora. Un altro programma molto seguito dagli sportivi greci è il "Pes to eleuthera" ("Πες το ελευθερα" trad."Dillo liberamente"), proposto ogni sabato e domenica notte dalle ore 23:00 alle ore 02:00 italiane (un'ora in più in Grecia) e condotto da Dīmītrīs Kaimas, Giannis Papageōrgiou, Loukas Loukas, Dīmītrīs Mōros e, precedentemente, anche da Petros Mavrogiannidīs. La trasmissione consiste di un filo diretto con gli ascoltatori il tutto in un clima amichevole e cordiale e con un sottofondo musicale d'eccezione, la bellissima "Batucada" dei Thievery Corporation. Fino al 2004 lo slogan di Era Sport era To Olympiakò radiofono (trad."la radio olimpica") in occasione dei XXVIII giochi olimpici che si sono svolti ad Atene, per poi diventare dal 2005 in To Athlītiko Radiofono (trad. "la radio atletica" o "la radio sportiva").
La rete radiofonica della ERT comprende anche le emissioni regionali (stazioni radio locali che trasmettono programmi autoprodotti maggiormente nelle ore mattutine e che nel pomeriggio si collegano a rotazione con le principali emittenti nazionali del gruppo, maggiormente con Era Net o Era Sport, mentre Kosmos viene proposta in orari serali.)
Per quanto riguarda la trasmissione nella Macedonia del Nord, la ERT dispone anche di una stazione radiofonica a parte, denominata ERT 3 Makedonia, che irradia i suoi programmi sulla frequenza locale dei 102.000 MHz in modulazione di frequenza e su quella in onde medie dei 1044 kHz. Questa emissione viene anche definita Trito Programma Vrakea per distinguerla dal Trito Programma che è quello diffuso su tutto il territorio nazionale.
Particolare attenzione va prestata anche all'emittente radiofonica FILIA che opera sui 665 kilohertz in onde medie; questa è un'altra radio del gruppo ERT che dedica la sua programmazione agli stranieri residenti in Grecia e molto spesso la sera ripete sulla stessa frequenza la programmazione di La Voce della Grecia e di Kosmos.
Negli orari notturni, ERA Proto Programma, ERA Deftero Programma ed ERA Sport unificano le loro trasmissioni in un programma generalista dove viene proposta una carrellata di musica greca tradizionale, brevi notiziari ed intrattenimento. Questo programma a volte viene proposto anche durante il giorno nelle feste nazionali. Il nome del programma è Diktyo Ellīnikīs Radiofōnias (trad. "Rete radiofonica greca"). Nel mentre, Kosmos, Filia, ERA Trito e ERT Makedonia proseguono le loro trasmissioni regolari.
Per quanto riguarda la ricezione delle varie emittenti facenti parte del gruppo, ad Atene è possibile ascoltare Prōto Programma sulle frequenze dei 105.800 e 91.600 MHz, ERA Deftero Programma sui 103.700 MHz, ERA Trito Programma sui 90.900 MHz, ERA Sport sui 101.800 e sui 100.900 MHz e KOSMOS sui 93.600 e 107.000 MHz.
La ERT disponeva anche di una rete radiofonica in onde medie, così che i segnali delle varie radio risultavano ricevibili anche all'estero e maggiormente nel bacino del Mediterraneo. Per ascoltare ERA NET era quindi necessario sintonizzarsi in AM sui 729 kHz, ERA Spor era sui 981 e sui 792 kHz, ERT Makedonias era sui 1044 kHz mentre KOSMOS veniva programmata, assieme a "La Voce della Grecia" sui 665 kHz di FILIA.
Tra le emissioni delle sedi regionali in AM si annoverano quella di Corfù sui 1008 kHz, di Heraklion sui 954 kHz, di Chania sui 1512 kHz, di Zakynthos sui 927 kHz, di Tripolis sui 1314 kHz, di Orestiada sui 1080 kHz, di Komotini sui 1404 kHz e di Patrasso sui 1485 kHz. Questi impianti di emissione regionale usano una potenza di trasmissione più bassa rispetto al wattaggio dei trasmettitori usati da Era Net, Filia ed Era Sport, essendo quindi più difficilmente ricevibili.
La Voce della Grecia è anche diffusa in onde corte, dalle 5:00 alle 22:00 UTC per l'Europa e dalle 22:00 alle 5:00 UTC per il Nord America sulle frequenze di 9420 e 9935 kHz. Essendo un'emittente multilingue, si rivolge anche ai turisti o agli stranieri stabilmente residenti in Grecia.